# Love Songs for Robots (album)
Albums de Patrick Watson
Adventures In Your Own Backyard
(2012) Wave
(2019)
Singles de Patrick Watson
Mélancolie
Featuring Safia Nolin
(2018)
Singles
1. Places You Will Go
Sortie : 5 mai 2015

Love Songs for Robots est le cinquième album studio de Patrick Watson et de son groupe de rock indépendant canadien, sorti le 12 mai 2015 sous les labels Domino Records et Secret City Records. Il est précédé d'un single, Places You Will Go, dont le clip est publié le 5 mai 2015.
Bien accueilli par la critique, Love Songs for Robots est nommé dans la liste longue du prix de musique Polaris 2015.

## Contexte et production
À contrario de l'album précédent, Adventures In Your Own Backyard, qui avait été enregistré en totalité à Montréal, une partie de cet album-ci est enregistrée au studio Pierre Marchand et une autre aux Capitol Studios, à Los Angeles. La pochette est conçue par Clyde Henry Productions à partir d'un design graphique réalisé par Tarik Mikou représentant un robot avec une ampoule électrique en guise de tête et vêtu de plumes rouges. Ce visuel a inspiré les chansons et paroles au groupe ; en résulte un album fortement inspiré de la sience-fiction, et Watson cite notamment Blade Runner de Ridley Scott. C'est aussi la première fois que quelques tonalités électroniques sont apportées dans l'instrumentation, prémices des futurs créations du groupe.
Le titre Good Morning Mr. Wolf est dédié à Jean Leloup.
C'est avec Love Songs for Robots que le nouveau guitariste du groupe, Joe Grass, fait son apparition. Il remplace alors Simon Angell, qui a préféré se consacrer à son groupe Thus Owls,.

## Liste des titres
| 1.    | Love Songs for Robots | 3:37 |
| 2.    | Good Morning Mr. Wolf | 5:56 |
| 3.    | Bollywood             | 6:19 |
| 4.    | Hearts                | 4:55 |
| 5.    | Grace                 | 4:32 |
| 6.    | In Circles            | 2:15 |
| 7.    | Turn Into The Noises  | 6:46 |
| 8.    | Alone In This World   | 2:44 |
| 9.    | know That You Know    | 7:18 |
| 10.   | Places You Will Go    | 5:04 |
| 56:12 |                       |      |

## Réception

### Critique
Love Songs for Robots reçoit des retours généralement positifs de la part des critiques. Chez Metacritic, l'album se voit attribuer une note moyenne de 76 sur 100, sur la base de 16 critiques.
Sur la revue Sputnikmusic, qui attribue à l'album une note de 4 sur 5, un membre du site décrit l'album comme une tentative plus expérimentale que son précédent, et que malgré quelques trébuchements, il reste « séduisant, captivant et tout à fait enchanteur [...] et qui est magnifique dans presque tous les aspects. »,
Sur le site québécois Le Canal Auditif, l'album reçoit une note de 7 sur 10. Stéphane Deslauriers reconnaît l'enthousiasme expérimental de cet album, mais regrette un côté trop tortueux : « c’est loin d’être indigeste, mais on note une abondance de bonnes idées qui auraient eu avantage à être mieux répartis. »

## Crédits
Crédits par livret,.

### Membres du groupe
- Patrick Watson : piano, clavier, voix
- Joe Grass : guitares, voix
- Mishka Stein : basse
- Robbie Kuster : tambours, voix

#### Chants et accompagnements
- François Lafontaine : synthétiseurs
- Geneviève Grenier : ondes Martenot (sur « Hearts »)
- Erika Angell : voix (sur « Hearts »)
- Marie-Pierre Arthur : voix (sur « Know That You Know »)
- Mélanie Belair :  voix (sur « Know That You Know »)
- Lisa Iwanycki Moore : voix (sur « Know That You Know »)

### Équipes techniques et production
- Production : The Booze Clown
- Composition : Patrick Watson
- Ingénieur du son : Chandler Harrod
- Ingénieur du son (assistants) : Kevin Daley, Pascal Shefteshy
- Mixage : Patrick Watson, Chandler Harrod
- Design graphique : Tarik Mikou